# Otenis epaphra
Otenis epaphra là một loài bọ cánh cứng trong họ Cerambycidae.